# Mistivoj
Mistivoj (død ca. 990) var konge over obotritterne, en vendisk stamme i det nuværende vestlige Mecklenburg, der var selvstændig og hedensk indtil 1166, da den blev kristnet af Henrik Løve.
Hans navn består af delene mści (polsk for "hævn")  og woj, beslægtet med wojna (krig), wojownik (kriger) eller wuj (onkel). Han efterfulgte sin far Nakon, der i 960’erne sad ved magten i Mecklenburg. 
Hans kristne døbenavn var Billung – måske var han opkaldt efter markgreve Hermann Billung  (død 27. marts 973 i Quedlinburg), som kan have været hans gudfar. Med biskop Wago af Stargards søster havde han sønnen Missizla, samt datteren Hodica, som var abbedisse i et nonnekloster i Mecklenburg, men senere blev hentet ud af klostret og bortgiftet til prins Bolesław 1. af Polen.
Mistivoj deltog i slaver-opstanden i 983, hvor lutizernes forbund af slaviske stammer ødelagde og plyndrede bispesæderne Havelberg og Brandenburg og nedbrændte Hamburg. Kejseren og markgreverne kunne intet stille op, da obodriterne hævdede sig ved hjælp af alliancer med frankernes rige og med Danmark.
På den ene Sønder Vissing-sten står der: Tufa (Tove), Mistivis datter, Harald den Godes, Gorms søns kone, lod gøre kumbl efter sin mor. Den her omtalte Harald, der ellers kendes som Harald Blåtand, ser dermed ud til at have været gift med en Tove, der opgav at være datter af Mistivoj. 